# Онейда (округ, Айдахо)
Шаблон:StateAbbr_ 42°13′ пн. ш. 112°31′ зх. д. / 42.21° пн. ш. 112.52° зх. д.
Округ  Онейда (англ. Oneida County) — округ (графство) у штаті  Айдахо, США. Ідентифікатор округу 16071.

## Історія
Округ утворений 1864 року.

## Демографія
За даними перепису 
2000 року 
загальне населення округу становило 4125 осіб, усе сільське.
Серед мешканців округу чоловіків було 2094, а жінок — 2031. В окрузі було 1430 домогосподарств, 1093 родин, які мешкали в 1755 будинках.
Середній розмір родини становив 3,35.
Віковий розподіл населення поданий у таблиці:
| Стать    | До 15 років | 15-21 | 22-29 | 30-39 | 40-49 | 50-65 | 65-85 | Понад 85 |
| -------- | ----------- | ----- | ----- | ----- | ----- | ----- | ----- | -------- |
| Чоловіки | 534         | 270   | 157   | 234   | 295   | 317   | 250   | 37       |
| Жінки    | 485         | 230   | 151   | 224   | 270   | 303   | 308   | 60       |

## Суміжні округи
- Павер — північ
- Беннок — північний схід
- Франклін — схід
- Кеш, Юта — південний схід
- Бокс-Елдер, Юта — південь
- Кассія — захід

## Виноски
1. ↑  (unspecified title) — Москва: ВИНИТИ РАН, 1964. — С. 40. — 235 с.
2. ↑  U.S. Decennial Census. United States Census Bureau. Архів оригіналу за 19 липня 2018. Процитовано 1 липня 2014.
3. ↑  Historical Census Browser. University of Virginia Library. Архів оригіналу за 11 серпня 2012. Процитовано 1 липня 2014.
4. ↑  Population of Counties by Decennial Census: 1900 to 1990. United States Census Bureau. Архів оригіналу за 30 жовтня 2014. Процитовано 1 липня 2014.
5. ↑  Census 2000 PHC-T-4. Ranking Tables for Counties: 1990 and 2000 (PDF). United States Census Bureau. Архів оригіналу (PDF) за 18 грудня 2014. Процитовано 1 липня 2014.
6. ↑  State & County QuickFacts. United States Census Bureau. Архів оригіналу за 17 липня 2011. Процитовано 1 липня 2014.(англ.) Наведено за англійською вікіпедією.
7. ↑  American FactFinder. Бюро перепису населення США. Архів оригіналу за 26 лютого 2012. Процитовано 31 січня 2008.

| США | Це незавершена стаття з географії США. Ви можете допомогти проєкту, виправивши або дописавши її. |